# L'Amant de la Chine du Nord
L'Amant de la Chine du Nord est un roman de Marguerite Duras paru le 13 juin 1991 aux éditions Gallimard.

## Historique
Après l'adaptation cinématographique de son roman L'Amant, qu'elle trouve trop esthétisante, Marguerite Duras décide de réécrire L’Amant. En effet, elle n'aime pas les portraits faits des personnages et décide donc d'y ajouter des modifications. On peut également rajouter comme deuxième raison la mort de l'Amant en 1990. Dans l'Amant de la Chine du Nord, elle se réfère au premier roman par l'expression « le livre ».

## Résumé
C'est le récit de l'enfance et de l'adolescence de Marguerite Duras en Indochine française, ce roman aux premiers abords autobiographiques est une étude de style, une étude d'une analyse de soi-même. Le récit est marqué par deux événements majeurs : la traversée du Mékong pour aller à Saïgon où se trouve l'école de la jeune fille ainsi que son séjour là-bas. Pendant son séjour en Indochine, elle tombe amoureuse d'un riche Chinois et vit son premier amour avec lui. D'autres sujets qui se mélangent au récit de cette relation amoureuse sont les relations difficiles entre la jeune fille et sa mère, et avec son frère aîné que sa mère a toujours préféré. On peut aussi citer une relation lesbienne avec sa meilleure amie. La rupture de la digue qui menace la maison de la famille près du Mékong est un autre événement important dans le récit. Mais le point important du roman est l'amour fou entre la jeune fille de 15 ans et le Chinois de Cholen qui a douze ans de plus qu'elle. Son départ, pour retourner en France, est financé par le Chinois, qu'elle continue de regarder jusqu'à ce qu'elle ne distingue plus le port au départ du bateau. La fin du récit se termine par l'appel qu'il lui passe, alors qu'ils ont tous deux vieilli.

## Éditions
- L'Amant de la Chine du Nord, éditions Gallimard, 1991  (ISBN 2-07-072379-8).